# História do sal

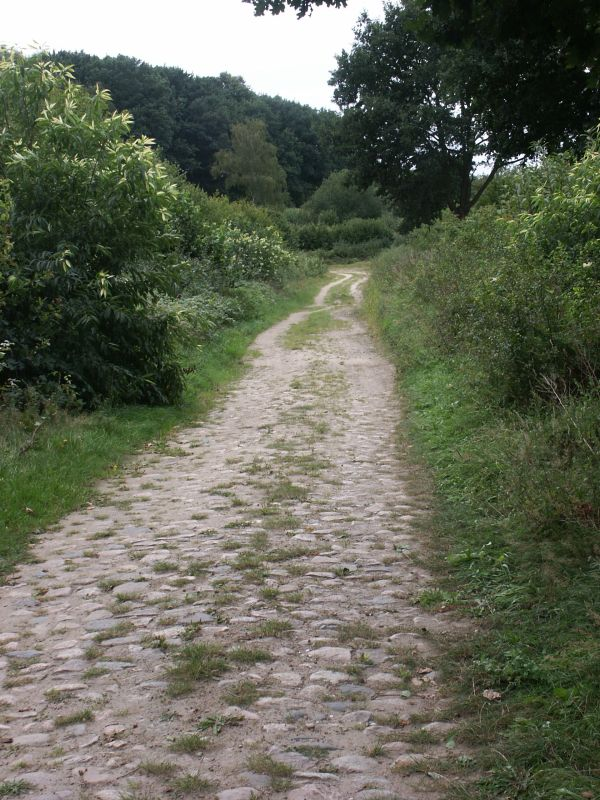
Este caminho denominado Alte Salzstraße (velha rota do sal) no norte de Alemanha é um exemplo da importância que teve o transporte deste precioso condimento na maioria das culturas

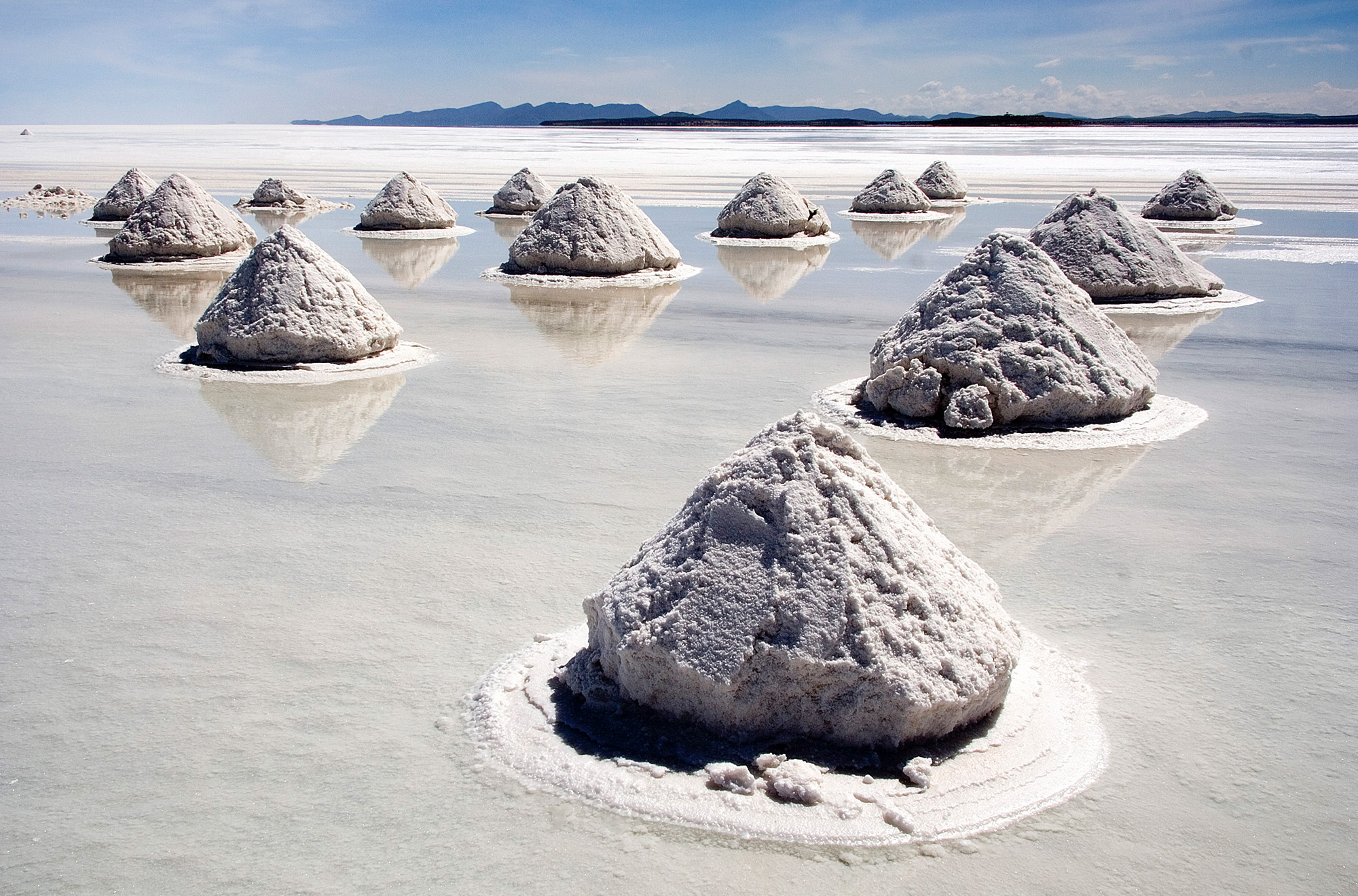
Pilhas de sal no Salinas de Uyuni, Bolívia, o aparecimento de sal maior do mundo. O sal é a única rocha mineral comestível pelo ser humano

A história do sal trata do uso e comércio, que se deu durante os séculos, da única "Rocha" comestível pelo ser humano. Seu uso está difundido em todas as gastronomias do mundo, como condimento, bem como conservante para alguns alimentos, como é o caso da conservação de carne e pescado. Verso {2e3}
Tem sido a causante de grandes repercussões econômicas e crises na civilização.
Sua história está muito unida às transações econômicas da história da humanidade, atividade que tem deixado nomes como salário, ou de vias tais como a pré-histórica Route du Sel (em  França), a Via Salária (na antiga Roma), a localidade Salinas de Léniz em Espanha.
Ademais têm-se-lhe atribuído simbolismos como a fertilidade.
O sal afeta ao sentido do gosto como o organismo humano tem sensores especializados na língua capazes de detectar especificamente o sabor salgado dos alimentos. Seu uso culinário é normalmente o de reforçador dos sabores dos diversos alimentos. O sal extraiu-se principalmente da evaporação da água marinha e da extração mineira de rochas com cloro sódico (halita).
Hoje em dia o sal é um ingrediente comum mais na comida. A quantidade diária de sua ingestão controla-se e vigia-se desde começos do século XX na população mundial de hipertensos, e em alguns lugares do mundo é parte dos alimentos funcionais e serve-se iodada para evitar o aparecimento do bócio (hipotiroidismo).
A grande importância econômica que se deu ao sal no passado já não é a mesma que se lhe dá no presente desde finais do século XIX, em parte devido ao aparecimento de diversos meios alternativos e muito efetivos de conservação dos alimentos dentro da indústria alimentar moderna, bem como uma grande melhora técnica dos modernos métodos de extração e elaboração do sal. Estes efeitos combinados fazem que a demanda mundial do sal tenha decrescido; não obstante, é já um ingrediente muito comum, sendo um elemento imprescindível em qualquer cozinha.

## Começos
Não  têm detalhes científicos claros a respeito da primeira vez que se empregou o sal, já seja como ingrediente nas comidas ou como conservante. É muito verdadeiro que alguns animais de forma instintiva lambem certas pedras com sabor salgado e que esta operação lhes proporciona prazer.
É muito possível que o homem primitivo tivesse essa necessidade de lamber certas rochas com o objecto de obter o sabor salino, ou quiçá comprovasse que os alimentos rodeados de sal se conservavam durante mais tempo.
O verdadeiro é que os usos do sal por parte dos humanos se remontam a tempos muito longínquos e que todas as culturas da terra têm considerado o sal como um objecto valioso digno de transações comerciais.
Existem aparecimentos na Europa Central que permitem afirmar pelo menos o uso do sal já na Idade do Ferro (um caso é a cultura de Hallstatt).
É muito possível que os primeiros usos do sal proviessem/provessem de cozinhar com a água do mar e do sal como substância não dissolvida, de sua extração em forma de mineral denominado halita.
No Neolítico estabelecem-se na Europa certas rotas comerciais que ligam diversas populações distantes devido à Transumância. Estes caminhos encarregavam-se de oferecer um meio para o transporte de mercadorias com o objeto de comercializar entre diversos povos. Algumas destas rotas converter-se-iam posteriormente em caminhos especializados de transporte de sal como é a Alte Salzstraße (de 100 km. de comprimento) na Alemanha, que ligava as minas de sal de Luneburgo com Lubeque.
Estas rotas, que transportavam diversas mercadorias, cedo cobraram protagonismo se convertendo em rotas do sal na época romana pelas que transportava o sal de centros de produção a lugares onde era necessária. Exemplos deste tipo de rotas encontram-se em Ligúria e em França, em Salies-de-Béarn ("Lou cami salié").

### Começos na Ásia
Na Ásia proporciona-se pela primeira vez a descrição documentada de forma escrita a respeito da extração de sal (geralmente de minas de sal), bem como de seus usos culinários e de sua conservação, pelo menos nos anos 2 000 a.C. na zona de Zhongba (Chinesa Central).
Existem evidências de produção de sal em restos de cerâmica empregada na elaboração (briquetage) e seu transporte. Os chineses fermentaram alimentos em sal desde a antiguidade, e seus usos culinários foram-se propagando por toda Ásia, fazendo de algumas dos molhos uma das características próprias da cozinha asiática. No início do século XXI, a China é um dos países de maior capacidade de produção de sal mundial.

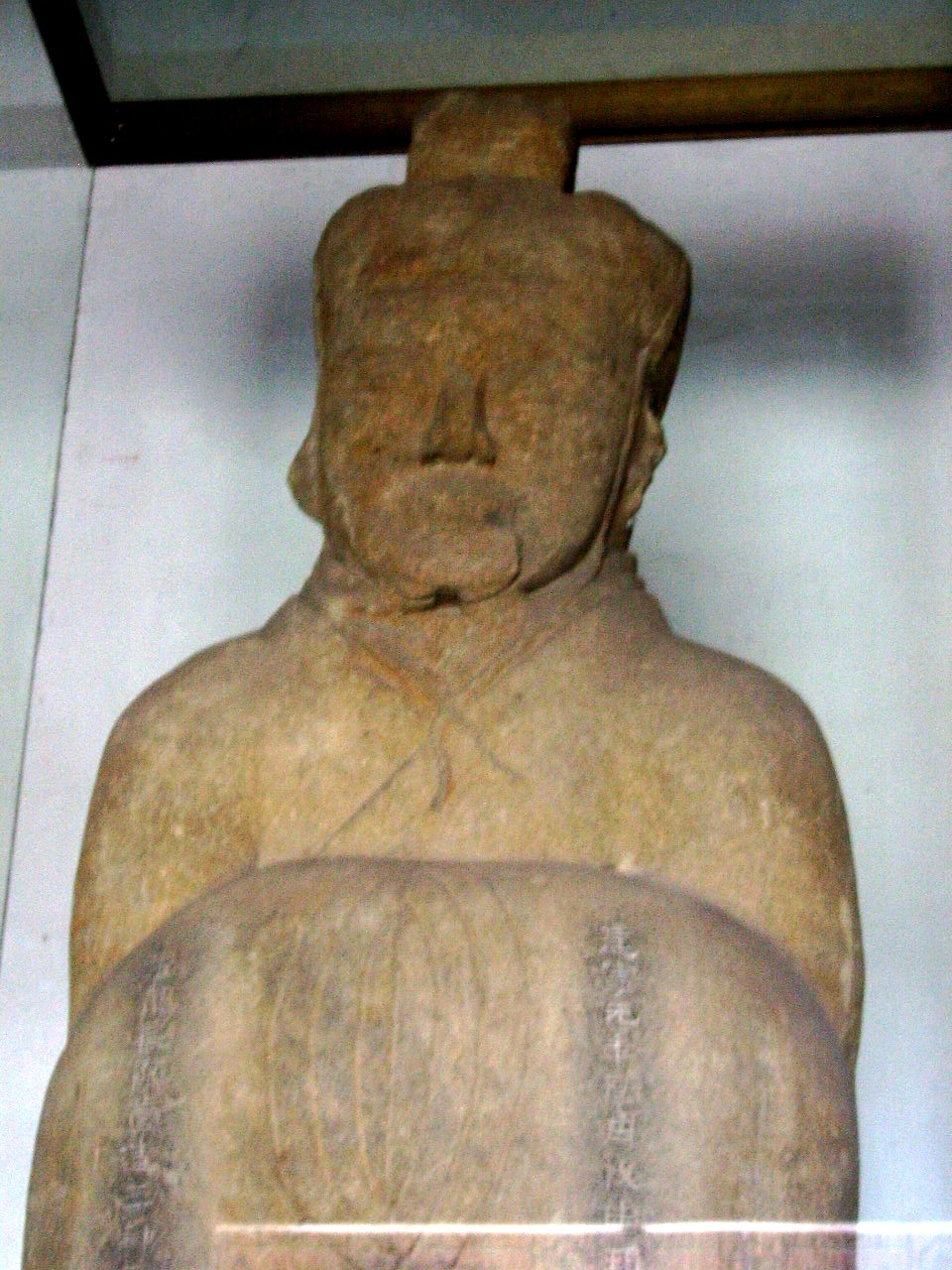
Estátua do engenheiro Li Bing, capaz de desenvolver a mineração de sal em Chinesa durante o século III a.C.

O uso do sal como alimento começa a estar perfeitamente documentado na época do imperador chinês Huangdi e se remonta ao século XXVII a.C. Uma das primeiras salinas verificadas para seu uso na alimentação humana se encontra no norte da província de Shanxi, num lugar cheio de montanhas e lagos salgados.
É muito possível que o sol a veranear evaporara a água dos lagos e a população se dedicasse a colectar os cristais de sal que afloravão na superfície do mesmo.
As primeiras extrações de sal mediante processos elaborados (uso de maquinaria hidráulica) remontam-se à época da Dinastia Xia ao redor dos 800 a.C.. Durante essa época as águas marinhas introduziam-se em recipientes de barro expostos ao fogo de fogueiras de lenha até que se obtinham os cristais salinos pela evaporação das salmouras. Aparece nesta época na China o primeiro uso do sal no área da alimentação: o molho de soja, elaborada com grãos de soja fermentada elaboradas com sal (denominada shoyu ou jiangyou - 酱油). Também começam a se preparar molhos de pescado fermentado (que 1.000 anos depois empregar-se-ao em forma de garo no Mediterrâneo).
O processo de fermentação da soja foi levado a cabo em Chinesa cerca do 700 a.C., por uns monges budistas procedentes de Japão.
O sucesso deste molho e sua popularização fizeram que cedo se começassem a fermentar ao longo da China outros tipos de verduras baixo processos muito similares ao empregado na soja; um exemplo pode-se ver na cidade denominada Zigong (a cidade do sal), onde se prepara o paocai (elaborado com fermentação em sal da col chinesa) e o zhacai (fermentação da raiz da mostarda). Outros usos antigos do sal na China resolvem o transporte de alguns alimentos perecíveis como pode ser o do pescado ou os ovos, transformando para sua conservação (ovos em conserva ou os muito tradicionais ovos centenários), de forma que se facilita o comércio ao poder os transportar a zonas de interior do território chinês.
Durante o século III a.C. na província de Sujuão teve um homem chamado Li Bing que foi administrador e engenheiro durante o período dos Reinos Combatentes. Li Bing foi capaz de elaborar um sistema de extração de lodos salinos procedentes de poços que chegaram a atingir até os 100 metros de profundidade. Estes lodos iam parar, mediante sistemas de bombeio elaborados com bambus, a lugares onde se ferviam em panelas metálicas até conseguir mediante evaporação e posterior precipitação uns cristais salinos irregulares. O processo de aquecimento nas zonas ferventes fazia-se mediante o calor, procedente da combustão do gás natural, que era extraído mediante canalizações dos mesmos poços salinos que extraíam o sal. As minas tinham uma complexa configuração de canalizações de bombeio e de gás. O sal extraído pelos trabalhos de mineração destes poços proporcionou naquela época uma fonte de rendimentos importantíssimo ao estado.
Os textos encontrados dessa época mencionam o imposto do sal, gravado na cada uma das compras que realizavam as pessoas daquela época. O primeiro texto que menciona estas práticas impositivas sobre o comércio do sal é o Guanzi.
Estas práticas geraram um monopólio do sal que durou quase 300 anos.
Com as arrecadações do sal pôde-se financiar grande parte da construção da Grande Muralha Chinesa.
O sal durante esse período era considerada como um alimento de luxo e não era raro que num banquete da classe acomodada se ostentasse o sal puro em recipientes especiais (possivelmente fosse o primeiro aparecimento dos antigos saleiros) sobre a parte central das mesas dos comensais. Os mongóis empregam o sal desde tempos imemoriais, possuem em sua área inumeráveis lagos de grande salinidade o que permite abastecer seus pertences e a sua gente com suficiente quantidade de sal, é tradicional por essa zona um chá salgado elaborado com rochas salinas moídas.

#### Sudeste asiático e a Índia
O emprego dos molhos de pescado fermentado graças ao uso do sal foi-se expandindo desde Chinesa e fez-se muito popular ao longo das diferentes cozinhas de Ásia; desta forma tem-se em Tailândia o nam pla, nas Filipinas o bagoong e em Vietname o Nước chấm (empregado nas celebrações natalícias). Outros molhos similares em sua elaboração e que se expandiram nesta zona asiática são a massa de gambas, que é elaborada de forma similar ao molho de pescado. Quando os franceses chegaram às terras vietnamitas de Cochinchina para colonizar suas terras no século XIX, ao ver que os vietnamitas comiam o nước chấm chegaram a dizer que comiam pescado podre, esquecendo assim o legado histórico do garo romano na costa mediterrânea.
A cozinha japonesa não é pródiga no uso do sal (denominado shio (塩) (塩, 'shio'?)) devido à dificuldade de sua extração nessas latitudes. Apesar disso se emprega em algumas preparações como no tempura, bem como no yakitori.
Ademais participa na elaboração de alguns enxidos tradicionais e seu uso combinou-se com o emprego do glutamato monossódico (extraído de algas). O shioyaki, uma forma de cozinhar o pescado, emprega uma grande quantidade de sal. Desta forma o uso do sal em Japão sempre tem sido satisfeito com a produção interior. O clima de Japão é muito úmido e é por esta razão pela que a evaporação da água marinha se fazia com fogo. A extração mediante minas não é possível devido à pouca atividade mineira que há nas ilhas.
A Índia possui depósitos de sal rocha no Panjabe; não obstante, cozinha-a índia tem preferido o uso de sal evaporada pelo sol (denominada kartach) dantes que por outros meios. Hoje em dia é frequente o emprego de um sal negro de tonalidades ligeiramente sulfurosas que é característica da região. Existem algumas zonas salinas tradicionais na Índia, como por exemplo o estado de Orissa. Nuns lugares deste estado existem uns nascimentos de sal denominados khalaris que produzem um sal de grande qualidade. Quando os ingleses chegaram à Índia (a convertendo posteriormente numa colônia britânica no século XIX), se fizeram com o mercado do sal procedente de Orissa, convertendo num monopólio britânico. Cedo converteu-se o sal num símbolo de poderio econômico britânico sobre a Índia até que em 1930 Gandhi fizesse o famoso protesto que se denominou a Marcha do sal, reclamando a anulação dos impostos sobre esta e que implicaria anos depois a queda do colonialismo britânico na Índia.

### Começos no Ocidente

#### Antigo Egito

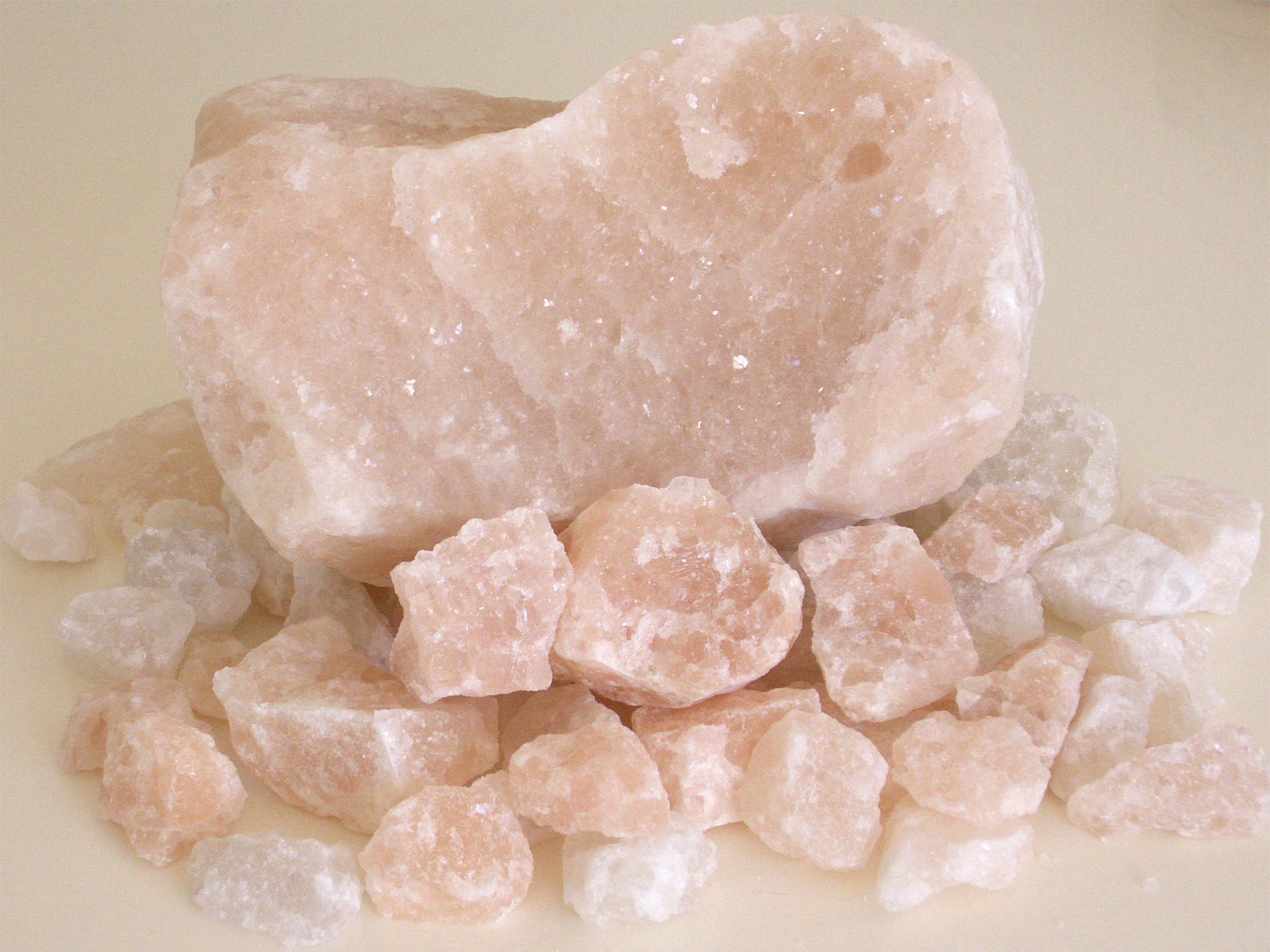
Troços de cristal rosado de sal procedentes de Mongólia

Encontraram-se múmias preservadas com as areias salinas dos desertos de Egito (mistura de sal e natrão); algumas delas datam de 3 000 a.C. o que mostra um verdadeiro conhecimento a respeito das propriedades preservadoras do sal na época dos faraós.
Não obstante, alguns autores mencionam que o uso exclusivo de sal era considerado uma adulteração dos processos normais de mumificação e que se empregava mais como uma substância dessecante durante as primeiras etapas.
Os usos que se faziam no antigo Egito incluíam ademais os culinários e os ritos funerários.
É conhecido que entre as artes culinárias do antigo Egito se encontrava a elaboração de um molho denominado oxalme (mistura de sal e de vinagre), que posteriormente foi empregue pelos romanos. Também fazia parte da elaboração de uma bebida denominada Shedeh.
Foi no Antigo Egito onde se sabe que se começou a curar a carne em sal, elaborando os primeiros salgadas. Acha-se que foi das primeiras culturas em salmoura presunto e pescados procedentes do Nilo, criando as origens do prato denominado Butarga, muito típico na cozinha mediterrânea. Um dos primeiros usos culinários pôde ter sido a maceração em salmoura do fruto da oliveira: as azeitonas. Plínio o Velho em sua História Natural descreve detalhes de como o rei Ptolemeu II descobre o sal em alguns desertos próximos a Pelúsio.
Alguns sais egípcios proviam/provinham também das salinas solares localizadas nas cercanias do delta do Nilo, mas também do comércio entre os portos das primeiras culturas mediterrâneas, principalmente de Líbia e Etiópia. Sabe-se que possuíam numerosas variedades que denominavam "sal do norte" e "sal vermelho" dos lagos próximos a Mênfis. Os egípcios eram experientes na exportação de alimentos crus, tais como lentilhas e trigo. Devido ao uso de técnicas de preservação de alimentos, os egípcios aumentaram o número de possíveis alimentos a exportar, com o consequente benefício para os mercantes. Esta foi a razão pela que apareceram os primeiros exportadores de pescado em salgadeiras da antiguidade.
Os egípcios, devido ao uso intensivo de salgadeira fizeram-se também importadores de sal, obtendo com este comércio um grande benefício econômico.
Hoje em dia algumas rotas de transporte de sal mantêm-se ainda em funcionamento e é possível ver caravanas de transporte de sal ao longo delas, como pode ser o Azalai (que significa caravanas de sal). Neste caminho estabelecido através do Saara, os tuaregues transportam em camelos uma grande quantidade de sal a diversas cidades do Mediterráneo e do norte de África. No ano 1960 chegaram-se a transportar cerca de 15.000 toneladas através deste caminho.

#### Império Romano

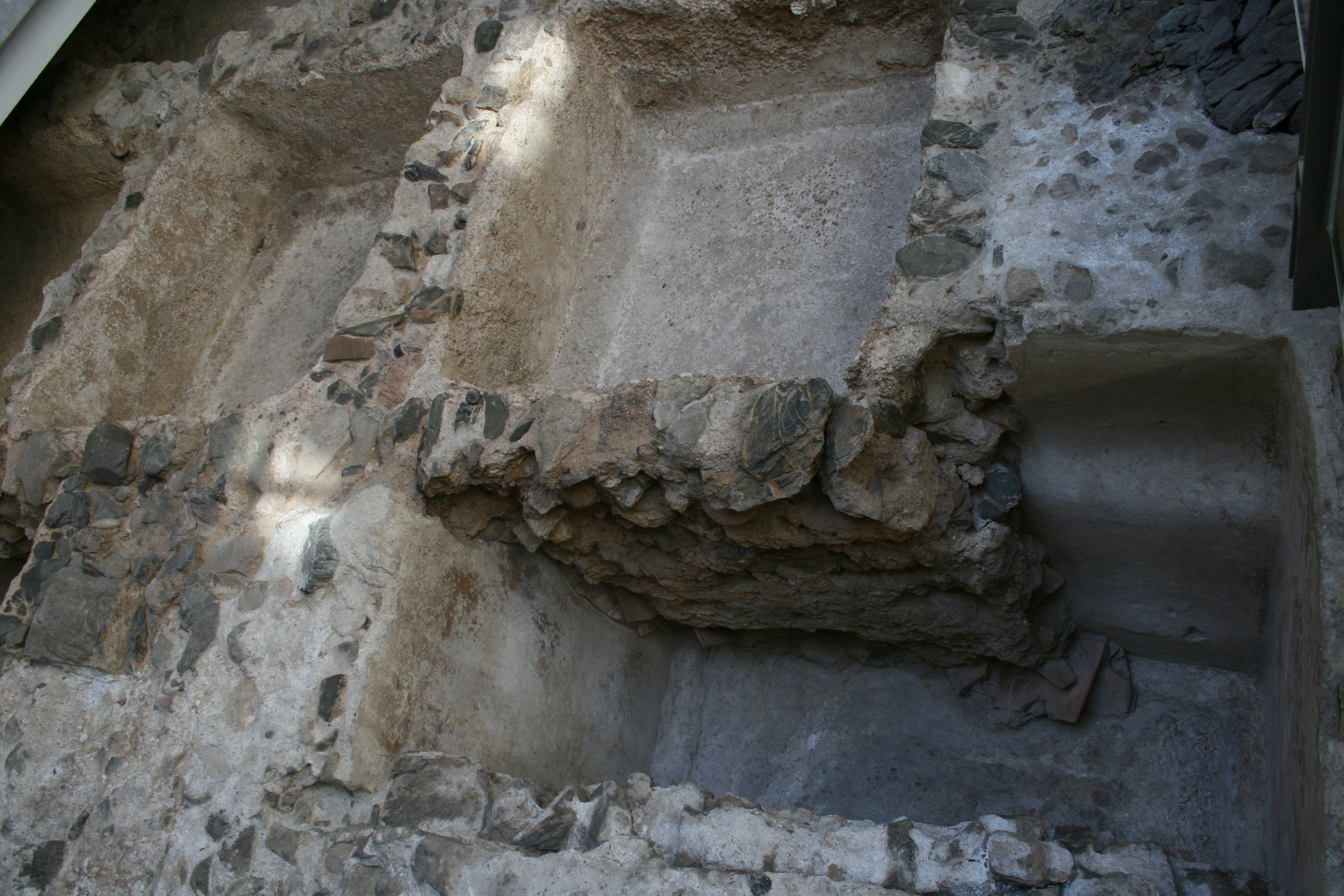
Uma das fábricas de garo (molho muito popular elaborada com grande quantidade de sal) do Império romano em Málaga

Na Europa, as extrações procedentes das minas de Hallein (que significa salina) localizadas nas imediações de Salzburgo (que significa cidade do sal), são das primeiras contribuições europeias ao comércio do sal.
Uma das culturas anteriores à época dos romanos que foram adquirindo o conhecimento do aplicativo culinário e preservativa do sal foram os celtas, quem empregavam as salgaduras na cura das carnes. Quando os celtas foram cedendo aos avanços do Império romano, o conhecimento sobre estas técnicas foi se traspassando pouco a pouco. Durante os primeiros momentos do Império romano os patrícios faziam questão de que a cada homem tinha direito a possuir uma porção do "sal comum" (o conceito de sal comum prove/provem dessa época).

Trajeto da Via Salária (em cinza)

O governo romano não fez um monopólio do comércio do sal, ao invés que na China durante a mesma época. A importância que possuía para o Império romano se pode notar no facto de que a maioria das cidades romanas se construíam e se desenvolviam junto a uma salina.
Cedo construíram-se infra-estruturas para o transporte e o comércio ao longo de toda Europa. Algumas das vias mais importantes que ligavam centros de comércio se denominavam com topônimos que sugerem hoje em dia uma passada atividade relacionada com a elaboração e comércio com o sal, como a Via Salária. Requeria-se sal naqueles momentos para os legionários, os cavalos, a intendência militar, etc. Em alguns momentos os soldados eram pagos com sal, daí a palavra salário (aliás a etimologia da palavra soldado em castelhano provem do francês solde que significa pagar e que por sua vez originou a palavra soldado).
Os romanos comerciaram com o sal através do Mediterrâneo graças ao uso que deram ademais a portos marítimos, como os localizados em: Óstia, Éfeso no porto Panormo, Falasarna e Aquileia.
Para os romanos era costume pôr sal nos pratos que possuíam um conteúdo alto em verduras; desta forma achava-se que se aplacava o sabor ácido de algumas variedades; este é a origem do nome salada. Por exemplo, Catão "o Censor" em seu livro De Agricultura, sugere que a verduras deve se comer com abundante sal. O sal acrescentava-se ao vinho formando uma bebida especial denominada defrutum. O consumo era tão alto que Plínio calculava que um romano médio ingeria a quantidade de 25 gramas de sal ao dia, mencionando que nos mercados romanos os alimentos se vendiam às vezes já salgados (ao gosto romano). Aprenderam os romanos dos celtas a pôr em salmoura o presunto e outros produtos do porco. De acordo com o geografo e viajante Estrabão o presunto mais apreciado no Império romano provia/provinha dos bosques próximos a Borgonha, tempo atrás território celta. Os romanos importaram presunto de outras zonas que anteriormente foram celtas como pode ser Vestfália em Alemanha. Em algumas zonas como em Hispânia se salgavam pernis com assiduidade, empregando as raças autóctonas de porco ibério.
Os romanos usavam também o sal para arrasar os campos em termos de vingança e assim evitar que se pudesse voltar a cultivar nelas de novo.
Outro dos produtos vegetais empregados nas salgadeiras foram as azeitona. Os patrícios comiam as azeitonas ao começo de uma refeição como aperitivo, apesar de que para o vulgo era um alimento a mais. Os romanos denominavam salsamentum aos alimentos que continham uma verdadeira quantidade de sal. Entre os refinamentos culinários encontrava-se o garo, que consistia num molho de pescado submetida a uma fermentação láctica devido ao uso de abundante sal, sendo um dos melhores garos o denominado sarda (elaborado com bonito). O garo e algumas de suas variantes denominadas liquamen empregavam-se às vezes em lugar do sal.
Nesta época as fábricas deste molho estendiam-se por toda a costa do Mediterrâneo. Ademais fazia parte de quatro molhos salgados: o moretum, o liquamen, allec e a muria. A forma exacta de sua elaboração, bem como os ingredientes, perdeu-se durante a história e pouco sabe-se delas, salvo por alguns registos escritos (um deles obra de Apício em sua De re coquinaria). Por regra geral, as salinas localizavam-se durante a época do Império romano junto dos centros de captura de peixes.
Os romanos encontraram não obstante fontes de sal no interior de Europa; mais especificamente nas minas de Germania Superior, muitas das quais foram fechadas ou destruídas posteriormente durante a queda do Império romano. Em alguns casos os mosteiros próximos foram capazes de reabri-las e pô-las em produção durante o período posterior da Idade Média. Isto ocorreu assim na zona alpina de Baviera, bem como em Áustria. Como exemplo de seu avanço ao norte e da importância que tinha para eles a produção de sal, pode-se comprovar como a sua chegada à Britânia se dedicam a construir salinas em Nantwich para abastecer às cidades-fortaleza legionárias de Deva Victrix e de Stoke-on-Trent.
Muitas das cidades de Britânia com a terminação atual wich significam em idioma anglo-saxão: lugar onde se faz o sal (outra exceção do termo menciona que provém/provêm de wic, que significa fortificação).
Uma das cidades emblema do sal britânico foi Cheshire, desde a época romana até bem perto do século XIX em plena revolução industrial.

#### Idade Média europeia
A queda do Império romano deixou pela costa do Mediterráneo numerosas salinas capazes de proporcionar abundante sal, sendo ademais esta de grande qualidade. Duas das cidades mais importantes que tomaram o mercado do sal foram primeiro Veneza e posteriormente Génova. O mercado de Veneza foi crescendo até o século XIII. A forma actual de evaporar lentamente a água marinha em sucessivos estanques mediante a simples acção dos raios solares e do vento pôde ter encontrado seu auge durante o século VI; esta forma de atuar aumentou a produção e cedo começou-se a comercializar em grandes quantidades entre alguns portos.
Algumas cidades fizeram-se famosas pela elaboração artesanal de produtos alimentares em cuja elaboração é necessária o sal, tais como o presunto (o Prosciutto de Parma na cidade de Parma, o presunto serrano em Espanha ou o jambon de Bayonne em Bayona), o queijo (a diferença entre queijo fresco e queijo curado é a quantidade de sal), enchidos tais como o salami (a palavra salami prove/provem em latín de salgado) e o Sauerkraut de Alsacia.
O grande centro de sal de Reichenhall em Baviera foi destruído completamente por Átila o Huno, ainda que posteriormente na Idade Média, foi recobrando força até conseguir ser um rival da grande zona mineira de Berchtesgaden. O sal foi um importante elemento de domínio nesta região da Europa até o ano 1600.
Na Húngria os rendimentos pelo sal eram uma mordomia exclusiva do monarca já desde os começos do reino baixo San Esteban I d Húngria (997-1038). Quando os exércitos reais húngaros marcham contra Ajtony, um dos  líderes húngaros regionais, o rei o fez segundo uma das crónicas, porque este não era perfeito na religião cristã, não obedecia o poder real central e tinha ocupado as minas de sal de San Esteban. Os dois principais centros de armazenamento achavam-se nas actuais cidades de Szeged e Szolnok, até onde se levava o sal colectado por via fluvial desde a região húngara de Maros em Transilvânia, actualmente localizada em Roménia. Durante a Idade Média segundo as fontes, muitos gregos, turcos e pessoas navegavam com frequência pelo rio Tisza e levavam-se a suas terras o sal comprado aos húngaros.
Devido à oposição dos cidadãos aos impostos que agravavam o condimento, em algumas partes da Toscana levam elaborando pão sem sal (pane sciocco) desde quase no ano 1100 até nossos dias.
Um dos centros mais importantes de produção de sal durante a Idade Média na Península Ibéria foi Cardona, que abasteceu de sal ao porto de Barcelona durante séculos e parte de cujo ónus foi dirigida a diferentes partes de Europa, em especial ao porto de Génova. O mercado de Génova foi competindo pouco a pouco com o de Veneza. Os genoveses foram pioneiros no desenvolvimento do seguro marítimo: possuíam barcos maiores e entre eles alguns que tivessem sido capazes de cruzar o Atlântico. A rivalidade existente entre ambos portos, entre outros motivos incitada pelo mercado do sal em Europa, trouxe como consequência a guerra de Chioggia (1376-1381), que deu finalmente a hegemonia à cidade de Veneza no mercado salino. No século XIV, o reino de Bohemia (mais especificamente a zona de Silesia), para romper definitivamente a dependência que tinha do sal proveniente de Polónia, faz que o rei Fernando I no ano 1563 apoie a criação de um novo povoado com o objectivo de converter numa cidade capaz de mercar com o sal, ao primeiro assentamento o denomina Zum Neuen Saltze e que na actualidade é a cidade de Nowa Sól (denominada em alemão como Neusalz an der Oder).
As nações do norte de Europa começaram a comerciar com o sal devido à necessidade de preservar seus alimentos baseados em pescado. Uma destas foi Irlanda, comercializando sua produção com o porto de Lhe Croisic. Em alguns casos, o sal obtido era empregue para salgar alimentos tão perecíveis como a mantequilla e evitar desta forma que não se pusesse rançosa. Alguns produtos culinários actuais, como pode ser o corned beef (carne de vaca curada em sal), existem graças à necessidade de preservar os alimentos. As salmouras de pescado cedo converter-se-ia num conhecimento que ajudava às tripulações dos barcos marinheiros a viajar longe. Esse conhecimento deu passo à época de colonialismo europeu, ao fazer-se possível viajar longe com alimentos em bom estado de conservação.

## Renascimento

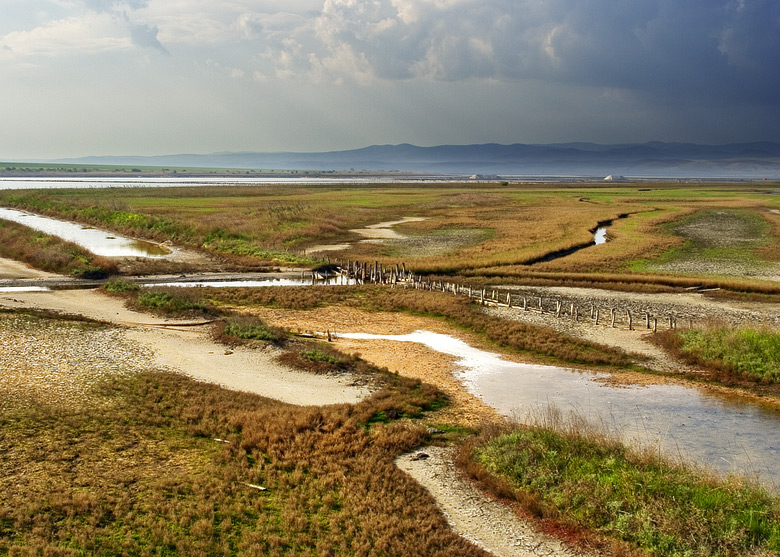
Minas salinas no lago Atanasovsko no mar Negro, de perto de Bulgária

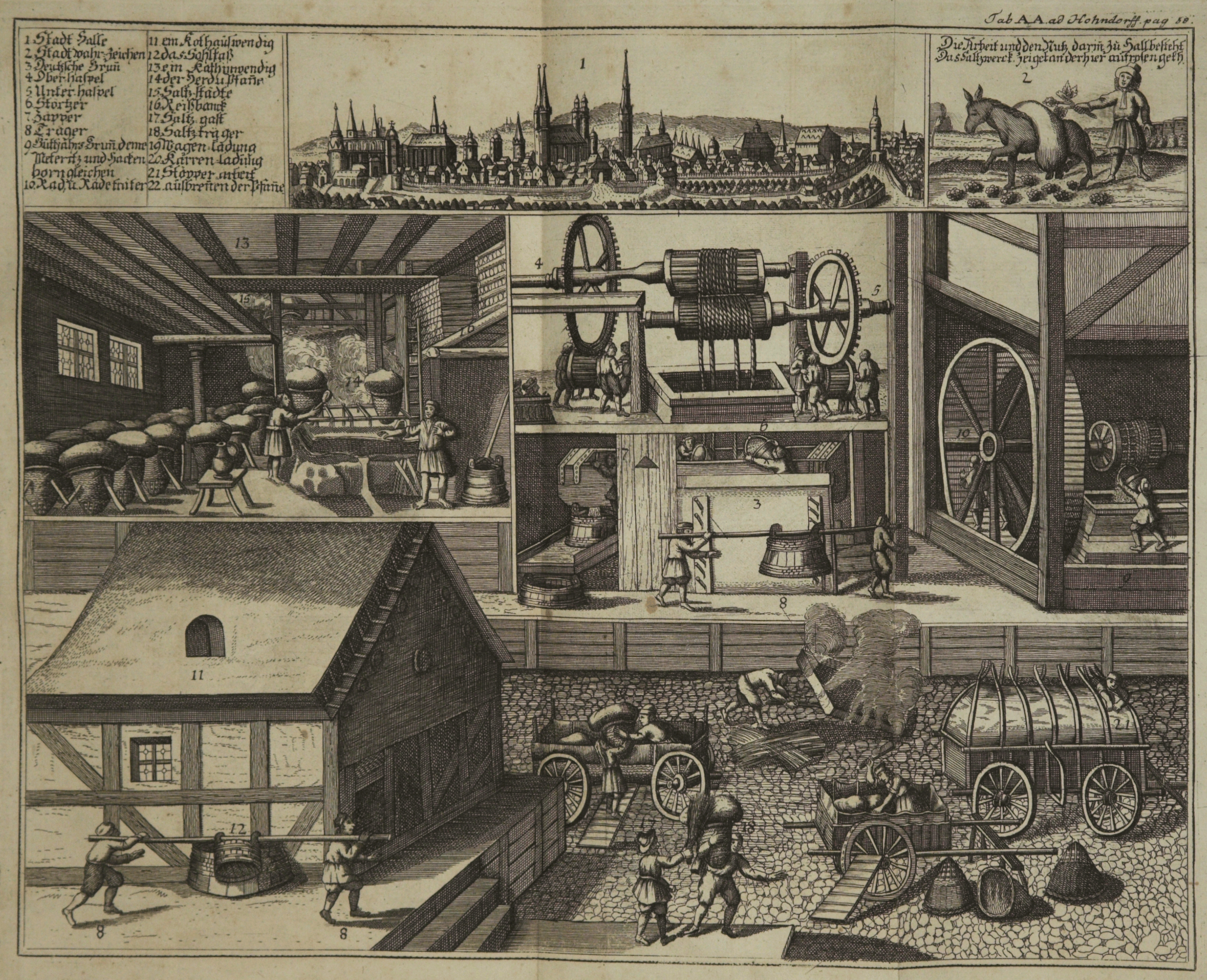
Salinas em Hondorff

Alguns escultores como Benvenuto Cellini se fazem populares a começos do século XVI pelo desenho de saleiros talhados em ouro com abundantes alusões a Neptuno, rei dos mares. Muito do sal procedente do centro da Europa estava em mãos dos Habsburgo, que controlavam a maioria das minas e com isso estabeleceram um monopólio do sal. Algumas minas fizeram-se muito populares pela produção que abastecia zonas pobres em sal como o caso de Polónia nas minas da montanha de Wieliczka (para perto de Bohemia). na Alsácia faz-se popular o enchido de verduras no caso do Sauerkraut e seu costume estende-se até Polónia (onde o bigos se come com chucrute), chegando até Rússia. Em Lituânia existe uma deidade que protege e promove o enchido com sal das verduras; a dita deidade denominam-na roguszys.
No século XVII, em Inglaterra fez-se muito popular o consumo de anchovas em enchidos esmagadas e elaboradas numa espécie de molho empregado como condimento. O uso de anchôas em enchidos era muito popular já anteriormente no continente europeu. Este molho foi conhecido posteriormente como, ketchup, ou catchup.
O ketchup deriva seu nome dos molhos de pescado e soja denominadas kecap ikan. O nome de outros molhos indonésios possui a palavra kecap (pronunciado em indonésio como ketchup). Este molho foi empregado pela culinária inglesa do século XVII e posterior do mesmo modo que se usava no Mediterráneo o já extinto garo. O kétchup inglês converteu-se em ketchup de tomate em Estados Unidos, quando lhe acrescentaram molho de tomate (tomato ketchup), e pouco a pouco deixou de ser um produto de sabor salgado até se converter hoje em dia em todo o contrário: um molho quase-doce.
O imposto sobre o sal em França denominado gabela no Antigo Regime causou motins e rebeliões por todo o país. Uma das características mais agravantes deste imposto era que a cada francês maior de 8 anos devia consumir para cerca de sete quilos de sal a um preço fixo previamente estipulado pelo Rei. A esta obrigação denominava-lha sel du devoir. Daquela época datam em França as salinas Reais de Arc-et-Senans. Em 1790 a Assembleia Nacional declarou ao imposto de sal como algo "odioso" anulando sua aplicação. Anos depois, Napoleão Bonaparte estabeleceu de novo gabela.
Começam-se a escrever estudos sobre o sal em diversas partes do mundo; em Espanha o humanista Bernardino Gómez Miedes escreve no ano 1579 um tratado em três volumes denominado Comentários a respeito do sal.
Nele, em forma de discurso entre diversas personagens fictícias como Quintana (um ávido consumidor de sal) e Metrófilo (contra o consumo de sal), se mostram ao leitor as dúvidas e opiniões renacentistas sobre o consumo de sal. Na Europa alguns químicos como J.R.Glauber são capazes de elaborar sal altamente refinado, à que denominam Sal mirabilis ou Mirabili, sal que se chegou a vender devido a sua fórmula secreta obtendo um grande benefício na sua venda.
Em Espanha, em Vizcaya, entre 1631 e 1634 produzem-se diversos motîns no que se denomina a rebelião do sal; esta machinada (revolta) origina-se por causa de um conflito económico devido à subida do preço do sal alojado no Senhorio de Vizcaya.

## Sal na América
A importância do sal na América reflete-se em que muitas culturas indígenas que possuem deidades em honra ao sal. Há que realçar que a história do sal na América é uma história cheia de guerras pelo controle da sua produção, inclusive antes que chegassem a essas terras os europeus colonizadores. Deve-se saber que a chegada de colonos europeus à costa de América não só mudou o controle do mercado do sal também incrementou sua demanda para usos completamente industriais.

### América do Norte
Em 1541, quando o conquistador espanhol Hernando de Soto viajava pelo Mississipi, já se pôde dar conta de que ao longo do rio as tribos colectavam o sal. Os ingleses, ao chegar a Newfoundland na América do Norte, começaram a pescar o bacalhau e com isso alterou a demanda local de sal. Isto fez que o almirante inglês tivesse que injectar sal no mercado mediante a via diplomática ou pela guerra. Naquelas épocas Portugal tinha grande quantidade de sal e pescado, mas precisava protecção da frota francesa. Desta forma Portugal e Inglaterra formaram uma aliança de protecção à mudança de sal. Esta aliança fez que Inglaterra tivesse acesso às salinas de Cabo Verde. A marinha inglesa, durante o século XVII, capturou durante diversas batalhas navais o sal dos barcos espanhóis que rondavam pela área da ilha Tortuga (hoje em dia parte de Venezuela). Em 1684 as Bermudas foram uma colónia britânica que pouco a pouco foi adquirindo o mercado do pescado, o que fez que se apreciasse sal para sua conservação. Nas Bermudas não se podia elaborar sal devido a seu clima frio, o que fez que se procurasse sal nas Bahamas (no sul se denominam Salt Cay); estas ilhas cedo converteram-se em centros de elaboração de sal para os barcos. Uma das ilhas mais proeminentes na sua produção salina foi a Ilha Grande Turca.
Pode-se dizer que as três nações que se disputavam o mercado do sal na América do Norte durante o século XVII eram: os holandeses, os ingleses e os franceses. Os holandeses deram permissões aos colonos para construir salinas nas imediações de Nova Amsterdão. Na época da revolução americana, alguns produtos alimentares como o presunto de Virginia (denominado em Estados Unidos como Country ham ou inclusive Virginia ham) se fizeram famosos.
Os colonos estado-unidenses procuraram seus próprios usos do sal na conservação de alimentos autóctonos, e fizeram isto devido em parte aos habituais cortes de fornecimento de sal que paravam a produção local de enchidos. Quando começaram as contendas da independência o bloqueio de sal foi um dos primeiros materiais vigiados entre as fronteiras. A debacle do Bunker Hill fez que se cortasse definitivamente o fornecimento desde Europa. Promoveu-se que os colonos pudessem elaborar seu próprio sal mediante a ebulição da água marinha. Um dos centros de produção mais importantes durante a fase de independência americana foi Cape Cod.
Com o passar dos anos descobrir-se-iam fontes tão importantes de sal como o Grande Lago Salgado, ao qual deve seu nome Salt Lake City (que originariamente se denominou "Great Salt Lake City"), próximo está o deserto salgado de Bonneville (de uma superfície de 412 km²) localizado ao noroeste de Utah.
O Tratado de Versalhes do ano 1783 não deixou fechado o tema da distribuição de sal às colónias. Grande parte dos centros de produção de sal eram leais à Grã-Bretanha e isto queria dizer alguns dos centros como a ilha do Grande Turco e Caicos, além de Salt Cay e Cape Cod enviavam sua produção a Europa em lugar às novas colónias. Isto fez que muitas partes de Estados Unidos começassem a produzir sal em grandes quantidades, para desta forma poder satisfazer a crescente demanda interior. A Batalha de Nova Orleans deu a preponderância aos colonos em frente aos britânicos, o que fez que o mercado do sal estivesse pela primeira vez em mãos dos locais. Em 1817 começou-se a construção do canal Erie graças ao dinheiro arrecadado nos impostos que gravavam o sal: o canal abriu uma importante via de comunicação na zona próxima a Nova Iorque. Já em 1860 Os Estados Unidos eram maiores consumidores de sal per capita que os europeus.

### América Central e do Sul
Os aztecas, na cerimónia de Vixtociatl, tomavam a uma mulher que tivesse trabalhado nas salinas para que representasse à deidade numa espécie de dança.
Os aztecas controlaram as rotas do sal com tropas militares.
Os incas foram também produtores de sal, que procedia dos poços das aforras de Cusco. Os muiscas, uma tribo que vivia muito perto da atual Bogotá, se fizeram dominadores da zona tão só por sua habilidade para obter sal mediante evaporação de lodos salinos.
Antes da chegada dos espanhóis, eles extraíam o sal da bacia de México e existiam mercantes específicos para o sal denominados iztanarnacac que se dedicavam a ir de mercado em mercado com umas "panelas de sal" elaboradas em cerâmica (iztacomitl).
Quando os espanhóis colonizaram a América, tomaram imediatamente o poder sobre os centros de produção de sal  (Hernán Cortês, que procedia de uma zona espanhola próxima às salinas portuguesas e espanholas, compreendeu que era correto atuar assim). Sabia-se que os tlatoques mantinham sua independência com respeito à opressão dos aztecas mediante uma simples abstinência de sal nas suas dietas, evitando os impostos que sobre seu consumo tinha imposto o império azteca a todos seus súbditos. Os mayas empregavam o sal como medicina e esta fazia parte de rituais associados com o nascimento e a morte.
Hernán Cortês encontrou no Iucatán uma grande indústria de sal. Ali obtinha-se o sal por evaporação desde fazia 2000 anos.
Um dos principais centros de produção de sal maya era a zona de Belize.

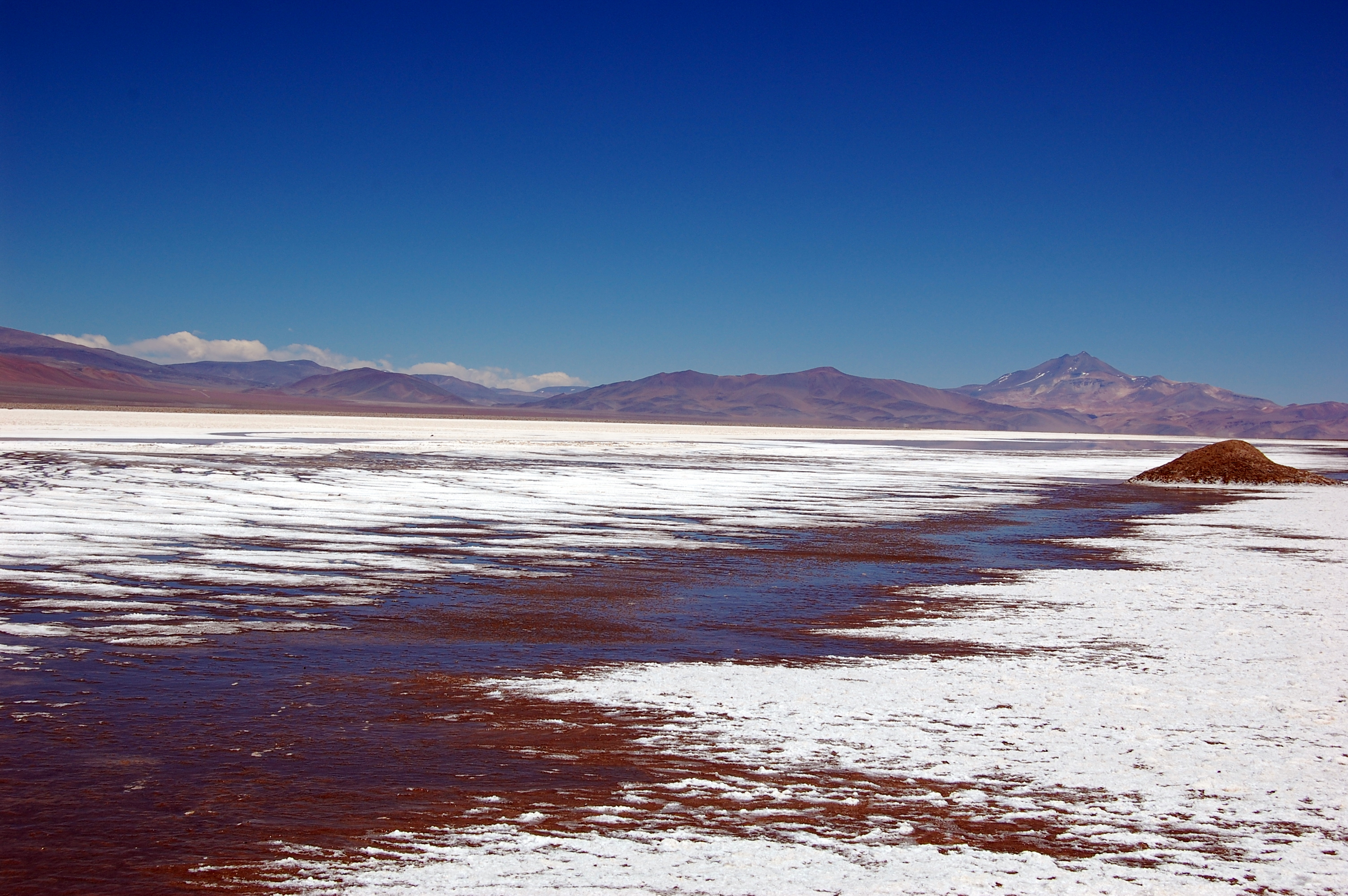
Salinas de Maricunga no deserto de Atacama

Os mayas obtinham o sal procedente das salinas dos Nove Cerros (hoje em dia localizadas em Guatemala). Além desses, sabiam extrair o sal potássico de algumas plantas. Este era o caso dos lacandones, que eram capazes de extrair sal de algumas palmas e depois usar esse sal como moeda. A chegada dos colonizadores espanhóis mudou a demanda de sal no continente. Obcecados com a extração de minerais, os espanhóis empregavam por exemplo o sal em alguns processos como o pátio, para limpar as impurezas da prata. Este processo requeria grandes quantidades de sal.
Em Venezuela, as salinas de Araya convertem-se num importante centro de produção, descobertas por Pedro Alonso Menino e Cristóbal Guerra no ano 1500, mas não é até o ano 1601 quando os espanhóis tomam consciência da importância da salina devido às incursões de navios holandeses na península de Paria com a intenção de se apoderar da mesma. As ofensivas hispano-holandesas foram-se sucedendo e a raiz deste lance, Espanha decreta em 1622 construir o castelo de Araya, que defende a zona. Em 1648, assinou-se a paz com Holanda e o tráfico de mercadorias estabeleceu-se na zona. As salinas foram adquiridas no ano 1872 pelo estado venezuelano.

## Mercado do bacalhau

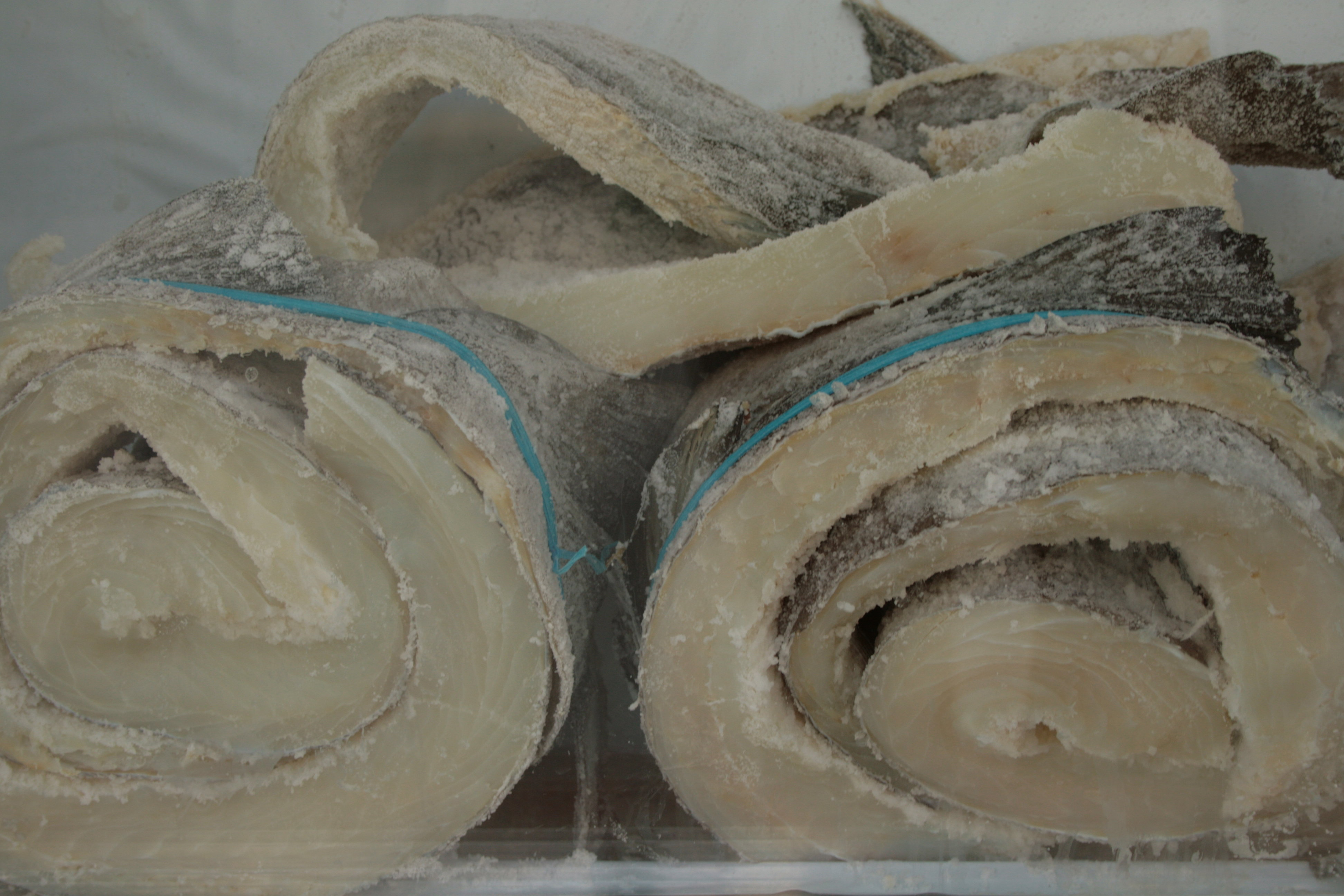
O Bacalhau salgado, sua produção e comercialização estão muito unidas ao comércio e produção salinas

A salgadura de determinados tipos pescados, como pode ser o bacalhau, é importantíssimo desde o ponto de vista económico e culinário em algumas regiões de Europa, tais como Portugal, o norte de Espanha, França, Noruega, Finlândia, Suécia, etc. A salgadura do pescado tenta evitar a sazonalidade da captura e poder assim oferecer em diferentes épocas do ano o pescado, além de proporcionar sua disponibilidade em lugares longínquos ao da costa onde se realiza sua captura.
A região de Cataluña foi uma das mais entusiastas na salgadura do bacalhau quando no ano 1443 tomaram o controle de Nápoles, levando a Itália o gosto por este tipo de pescado.
Mas onde surgiu o gosto pelo conservar em salmoura foi em todas as nações pesqueiras do norte de Europa. O problema era que estas nações tinham o bacalhau em grandes quantidades mas o sal era escasso. Esta necessidade fez que se estabelecessem comércios simbióticos entre elas. Desta forma, os viquingues e outras nações bálticas começaram a comercializar com certas zonas de França e o norte de Espanha, com o objeto de tomar o sal das salinas e poder realizar as quantidades necessárias de bacalhau em salgadura que a demanda requeria.
Este comércio fez que na Idade Média crescesse a produção nas salinas de Guérande em França, onde se obtêm as famosas flores salinas. No caso dos Bascos muitos barcos saíam da sua costa carregados de sal e voltavam com grandes quantidades de bacalhau. Seu mercado uniu-se ao do sal entre os séculos X e XVII. Muitos dos portos europeus começaram a comercializar com bacalhau salgado, como A Corunha (Espanha), Porto e Lisboa (Portugal) e A Rochelle (França). Em alguns países o bacalhau salgado é hoje em dia símbolo de identidade culinária, como em Portugal, onde se faz a salgadura o bacalhau com as salinas de Setúbal. Alguns países não puderam fazer a salga por não obter o sal branco (denominada sal de baía). É por esta razão pela que alguns tratados de culinária medieval ditam receitas para elaborar este tipo de sal, tal e como pode ser o denominado Ménagier de Paris.
Em Inglaterra, durante o século XVII e devido à frutífera guerra marítima contra França, pôde-se conseguir aceder com a frota pesqueira até os bancos de bacalhau de América do Norte, próximos à ilha de Cabo Bretón. Este acontecimento fez que a demanda de sal em Inglaterra crescesse, com o objeto de poder salgar as apanhas provenientes do Atlântico.

## A salga do arenque e a Liga Hanseática

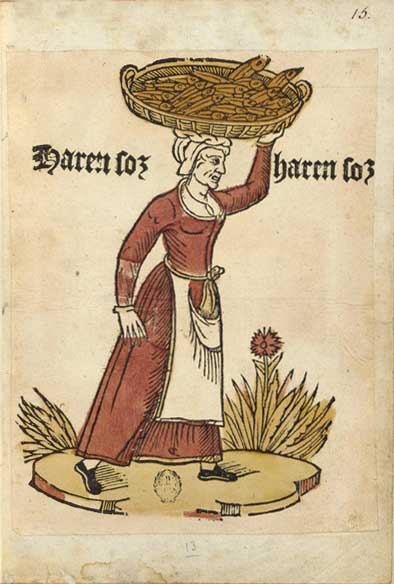
Mulher transportando uma cesta na cabeça cheia de arenques salgados

Outro dos pescados mais conservados em sal é o arenque, um pescado que se prepara de muitas formas e é muito habitual em muitos países do norte de Europa. Pode-se encontrar em muitos mercados da atualidade e historicamente também na Idade Média. Em Paris existiam os harengères (vendedores de arenque). Também é comum em Holanda, Alemanha do norte, Suécia, etc. O arenque rara vez chegou a ser popular nos países do Mediterrâneo e por isso só foi comercializado nos países do norte de Europa.
Na Holanda pode-se dizer que Zelândia (localizado ao sul) era o centro de produção de sal do norte. Devido aos escassos dias ensolarados, as últimas fases de evaporação faziam-se com fogos que aqueciam os lodos para chegar a obter um sal de cor negra (às vezes misturada com as cinzas brancas, para dar um aspecto mais refinado) empregada na salgadura do arenque. Da mesma forma, foi famosa durante a Idade Média a produção de sal procedente da ilha de Læsø (Dinamarca), bem como Categate, situado entre Suécia e Dinamarca. Em Rússia era conhecida a produção salina da cidade de Murmansk. Em todas estas zonas o sal se empregava para a salgado do salmão.
Cabe destacar ao escritor e cartógrafo Olaus Magni Gothus como uma testemunha que descreveu os processos e a técnica de extração do sal em ditos países durante o século XVI. Na sua descrição menciona como se extraía o sal do mar e se transportava através de numerosos troncos de árvore vazios. Esta operação devastou numerosos bosques do norte de Europa, já que a madeira empregava-se igualmente para aquecer o água e levá-la a ebulição até à sua completa evaporação, precisando-se grandes quantidades de madeira para produzir pouco sal.
A salga do arenque nestes países obrigava a procurar métodos de salga que empregassem pouca quantidade de sal devido ao custo que resultava; daí que existam métodos combinados como o fumado/salgado (salmão), o salgado (Surströmming), etc.
Alguns autores descreveram com detalhe a forma de salgar os arenques poupando sal, como é o caso de Simon Smith, que define claramente os processos de condicionamento em barris.
Mas a forma mais organizada de conseguir isto foi a Liga Hanseática, que se encarregou de transportar o sal mais refinado do sul aos pontos de captura do arenque (via a Alte Salzstrasse), garantindo ademais uns barris de grande qualidade a preços relativamente baratos para a época.
Une-a conseguiu contratos exclusivos de sal com Setúbal (Portugal), bem como em Guérande, chegando a mobilizar quase 200 barcos de transporte. Por outra parte localizou os centros de produção do arenque no norte: Fasterbö e Skanör (sul de Suécia). Construiu nos portos diversos armazéns de sal (Salzspeicher) de grande volume para garantir a distribuição de sal à indústria. A eficiência da Liga Hanseática fez que o arenque fosse um produto de baixo preço, popular e muito acessível aos estratos baixos da sociedade. Entre os lucros por obter sal de une-a tem-se a escavação na montanha de Dürnberg, desde onde, graças ao sistema de canais de que dispõe Alemanha, se chega a Lüneburg, onde a Une transporta o sal a outros lugares de processamento.
No ano 1630 os dinamarqueses entraram em guerra contra a Liga Hanseática pelo controle da salga e o mercado do arenque. Pode-se dizer que o mercado estava completamente dominado pela Une desde quase começos do século XV, chegando a começar a pôr em perigo a algumas das economias da zona.

## Época moderna e atualidade

Gandhi durante a marcha do sal que provocou a queda do Império Britânico na Índia

A começos do século XIX, a química começa a descobrir a verdadeira composição do sal (NaCl). O químico inglês Sir Humphry Davy, durante o intervalo de tempo que vai desde o 1806 até o 1808, descobre o sódio e o potássio, entre outros elementos químicos. Uns anos mais tarde, em 1810, descobre o cloro ao isolar numa pilha de lítio mediante electrólisis. Desta forma, junto com as indagações anteriores do químico alemão Glauber, consegue-se em 1715 a elaboração artificial do sal de epsom. Os químicos dessa época de começos de século começavam a compreender que a denominação sal incluía a outras substâncias, desta forma no final do século XVIII o químico francês Guillaume-François Rouelle tentou escrever uma definição do sal como a substância química obtida da reação entre uma base e um ácido (ácido + baseie → sal + água).
A descoberta de Nicolas Appert sobre a preservação dos alimentos fez que em 1803 Napoleão incluísse suas experiências sobre caldos concentrados de carne e verduras (com um alto conteúdo de sal, superior a 60% do peso) entre as suas reservas logísticas de alimentos para os soldados franceses.

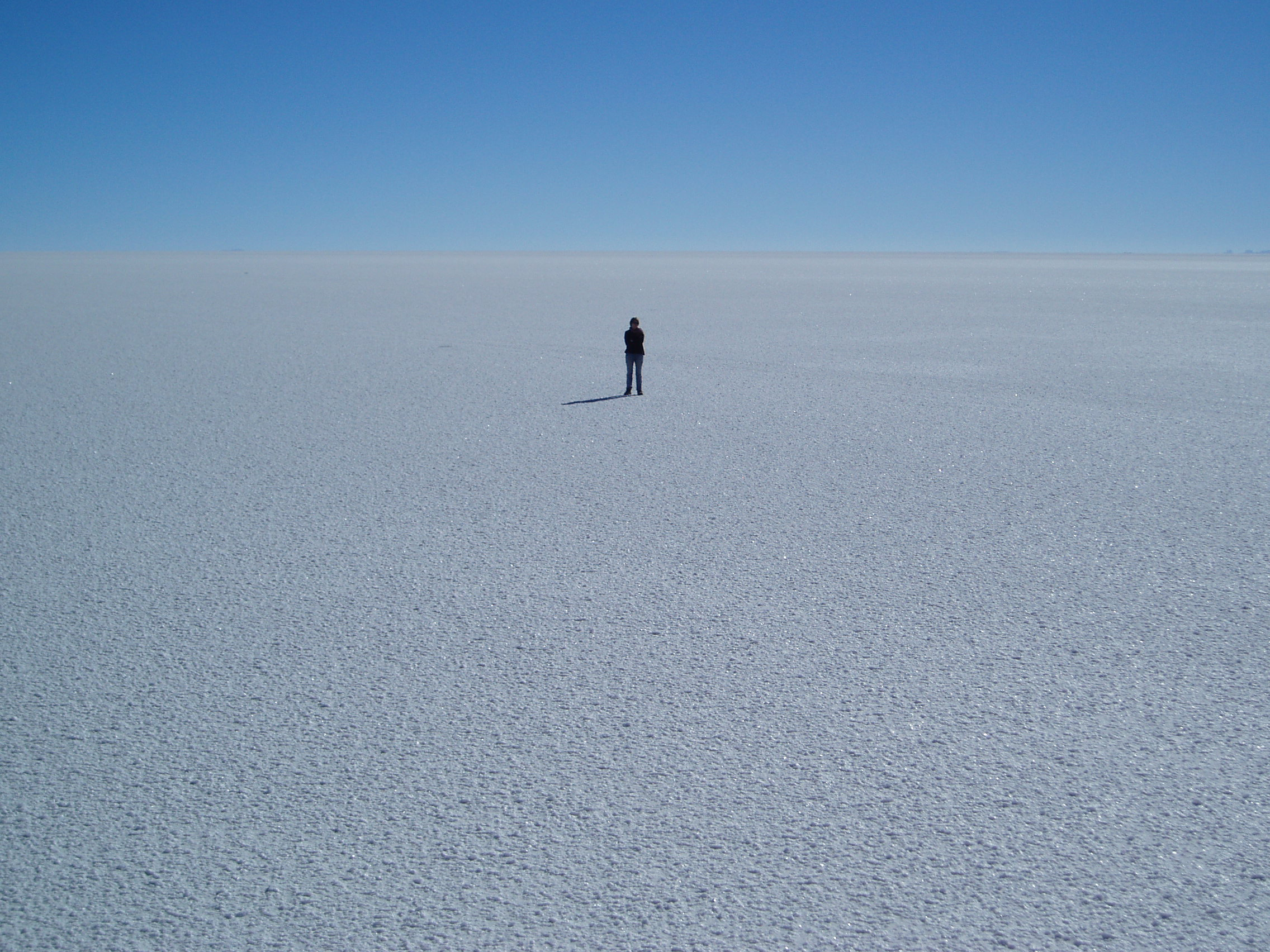
Salinas de Uyuní em Bolívia

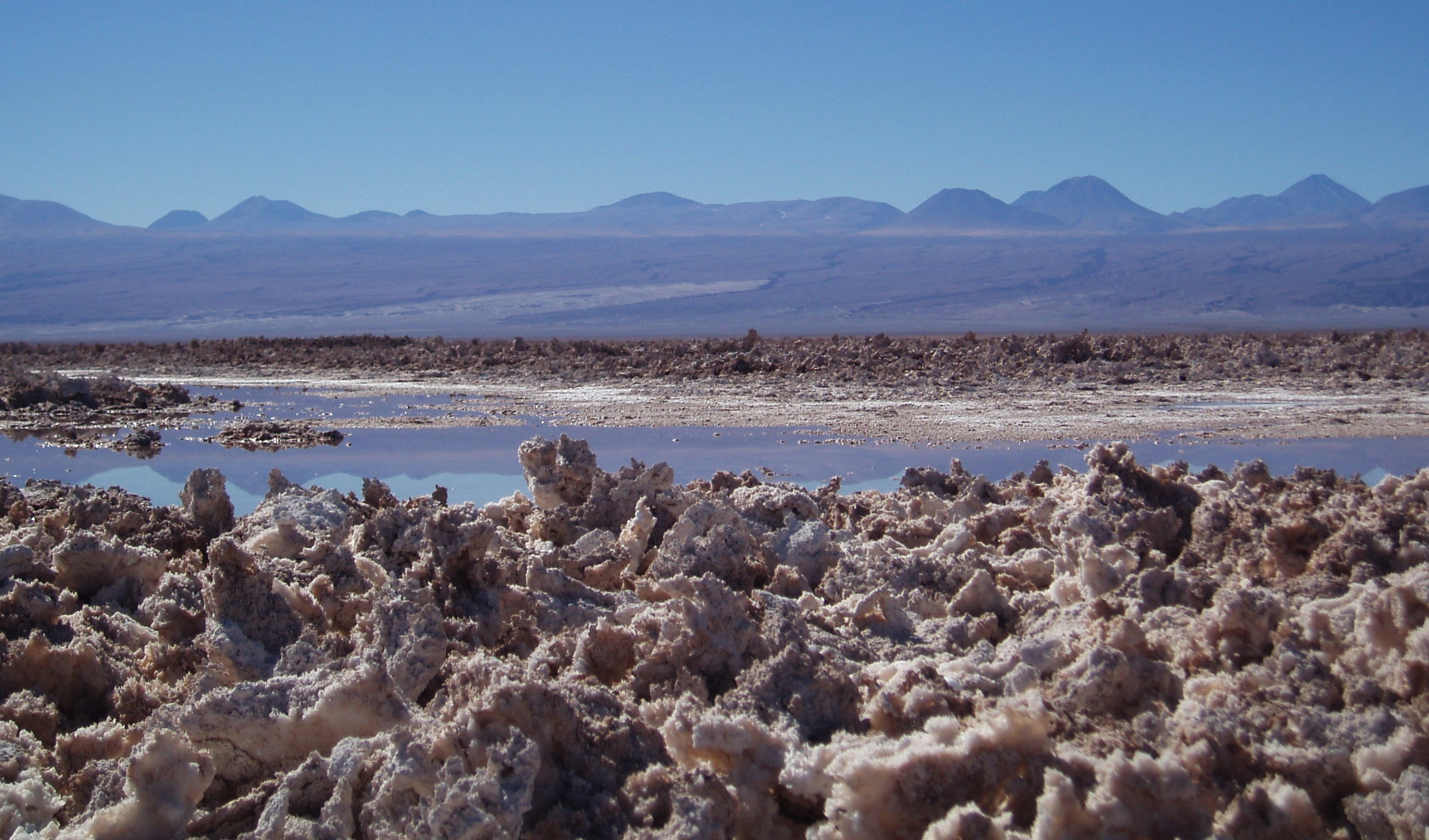
Salinas de Atacama em Chile grande exportador de sal para enfrentar nevões no hemisfério norte

Seguindo o sucesso de Appert, o industrial inglês Bryan Donkin começou a experimentar com alimentos enlatados e já em 1830, numa fábrica portuária da Turballe (França), se elaboraram sardinhas em lata pela primeira vez. Surgem novas aplicações com o sal, assim em fotografia no ano 1826 o engenheiro Joseph Nicéphore Niépce com as inspiração das experiências de Johann Heinrich Schultz (1724), realiza a primeira fotografia fixa numa solução salina que acabaria dando ideias para fazer posteriormente o primeiro daguerreótipo, instrumento precursor da fotografia moderna.

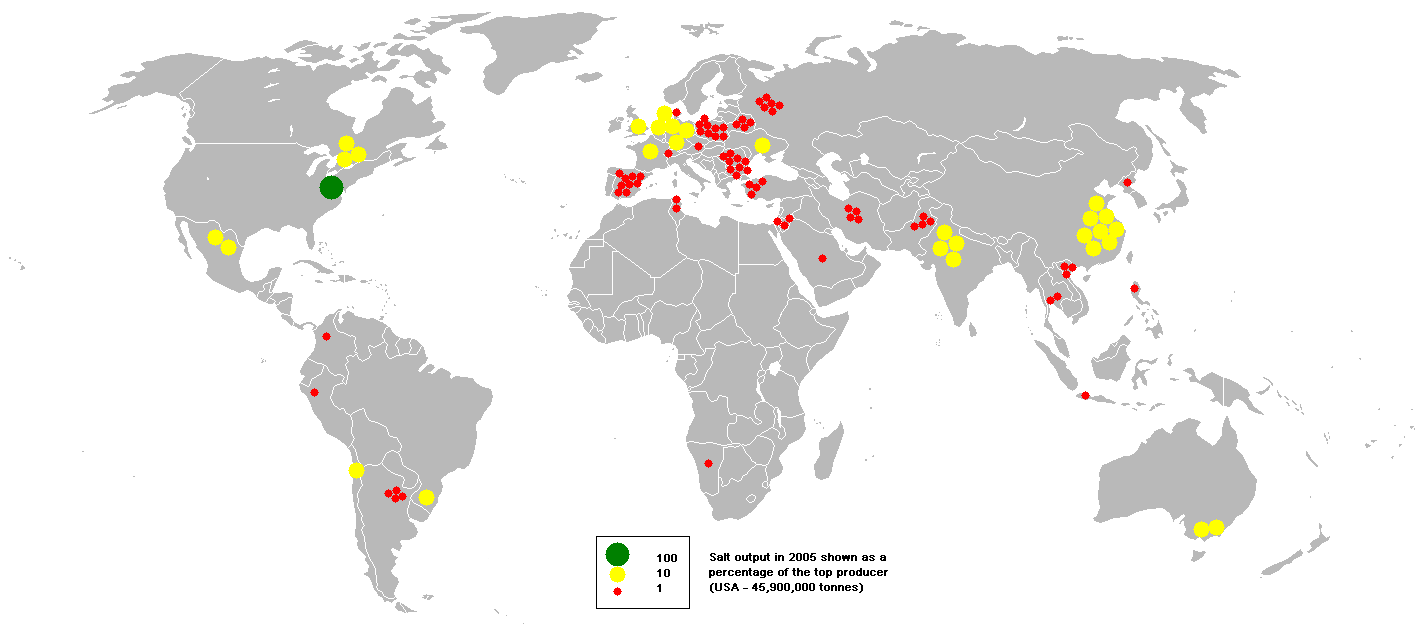
Produção de sal no mundo (ano 2005)

A revolução industrial trouxe novos processos industriais de elaboração dos diferentes sais e ademais novas ideias a respeito da conservação dos alimentos. Por exemplo, a ideia de gerar frio artificial para conservar os alimentos nasce já a começos do século XIX e se vai aperfeiçoando pouco a pouco com numerosas invenções que melhorariam as prestações. A ideia leva-se à prática graças a Clarence Birdseye, cientista que realiza com sucesso pela primeira vez o congelamento de alimentos com fins de preservação em 1925. O invento de C. Bridseye fez que decaíra a demanda de sal nos Estados Unidos na Grã-Bretanha.
No ano 1928 vendiam-se muitos produtos alimentares congelados, muitos dos quais dantes só se conservavam em sal (salgados). Esta nova tendência fez que a demanda de sal por parte da indústria alimentar baixasse e a necessidade de sal deixasse de ser um bem econômico. Já era possível a começos do século XX transportar pescado ao interior, longe da costa e das zonas pesqueiras, sem estar em salgado.
Aos avanços na conservação de alimentos que faziam decrescer a demanda mundial de sal, se uniam os avanços na eficiência da indústria do sal. Falava-se a começos do século XX de umas máquinas denominadas evaporadores capazes de melhorar a produção de sal, obtendo um produto final altamente refinado. Desde os década de 1920, foi-se empregando a cada vez mais este método industrial e hoje em dia só se faz sal pelo "método tradicional" em lugares com soleira. Os evaporadores ao vazio têm ido obtendo pouco a pouco melhoras que têm aumentado sua eficiência com respeito às salinas tradicionais. O transporte de sal foi sempre um negócio beneficioso. Desta forma nascia no ano 1848 uma multinacional do sal denominado Morton Co., fundada por um jovem chamado Joy Morton com o objeto de elaborar e transportar sal. Em 1911, uma das inovações era a adição de carbonato magnésico (MgCO3) com o objeto de manter os grãos de sal ligeiramente soltos e que desta forma possam ser mais agradáveis ao público (posteriormente se substitui o carbonato por silicato cálcico). Em 1924, Morton Co. foi a primeira companhia a pôr entre suas variantes a possibilidade do sal iodado. Foi assim mesmo das primeiras companhias que garantia em suas campanhas publicitárias que a cada grão que produzia era exatamente igual. A companhia existe hoje em dia e é uma das maiores revendedoras de sal no mundo.
Os impostos que o Império Britânico aplicou ao sal na colônia da Índia provocaram que em março do ano 1930 Mahatma Gandhi protagonizasse como protesta a conhecida marcha do sal, que acabou provocando a independência da Índia. A marcha inicia-se no pequeno povo de Dandi por causa dos protestos do povo na contramão dos impostos britânicos aplicados contra o sal.
A contenda pacífica iniciada por Gandhi acabou com o pacto Gandhi–Irwin um ano após a marcha do sal; a partir daí o sal elaborar-se-ia a preço de mercado e a responsabilidade dessa tarefa encarregava-se desde o governo independente da Índia a pequenas cooperativas. Hoje em dia o maior centro de produção de sal da Índia encontra-se em Gujarat, bem como no Rann de Kutch.
A começos do século XXI as normas dietéticas de alguns países recomendam uma quantidade diária de 6 gramas por pessoa, distribuída ao longo de todo um dia (quantidade que uma dieta vigiada pode ultrapassar com grande facilidade).
A tendência da maioria da população é de achar que o sal na comida provoca problemas de saúde e por esta razão tende-se a diminuir seu consumo, o que a sua vez tende a diminuir a demanda, não só de sal, senão também dos produtos em salgado. Demonstrou-se que um consumo alto de sal é prejudicial para a saúde e há países nos que se realizaram campanhas sobre a população para que reduzam seu consumo diário, conseguindo um benefício na esperança de vida da população em torno dos 1,8 meses em homens e 1,4 em mulheres.
Hoje em dia algumas preparações que tradicionalmente se preparavam em salmoura, mal levam já sal e se conservam mais graças à refrigeração artificial, caso do bacon ou o presunto. Esta tendência tem afetado em alguns casos inclusive ao bacalhau salgado e as anchôas.
Têm tido que passar muitos séculos nos que as diversas culturas da terra têm pago mais por aquele sal branco e cristalina (denominada refinada) que pela escura. Na atualidade esta tendência investiu-se e a gente aprecia e paga mais dinheiro por aquela que é de cores ou que se mistura com outras especiarias. Um exemplo é o sal denominado alalea, procedente de Hawái, cuja cor vermelha é devido a sua procedência de lodos. Em seu dia foi paradoxalmente recusada pelos colonos, enquanto hoje em dia é muito apreciada na alta cozinha.
O sal foi-se abaratando ao longo do século XX e hoje em dia resulta um ingrediente muito acessível, mas sua necessidade existe e existirá tanto na alimentação humana como na industrial. O consumo de sal no apartado industrial aumentará devido ao aparecimento de novos usos como pode ser o reator de sal fundido (denominados reatores MSR do inglês Molten salt reactor), que emprega sal fundido como método de refrigeração. A produção mundial, não obstante, continuará extraindo sal já que é um composto barato para a obtenção industrial de sódio e cloro.